# Amitabh Bachchan

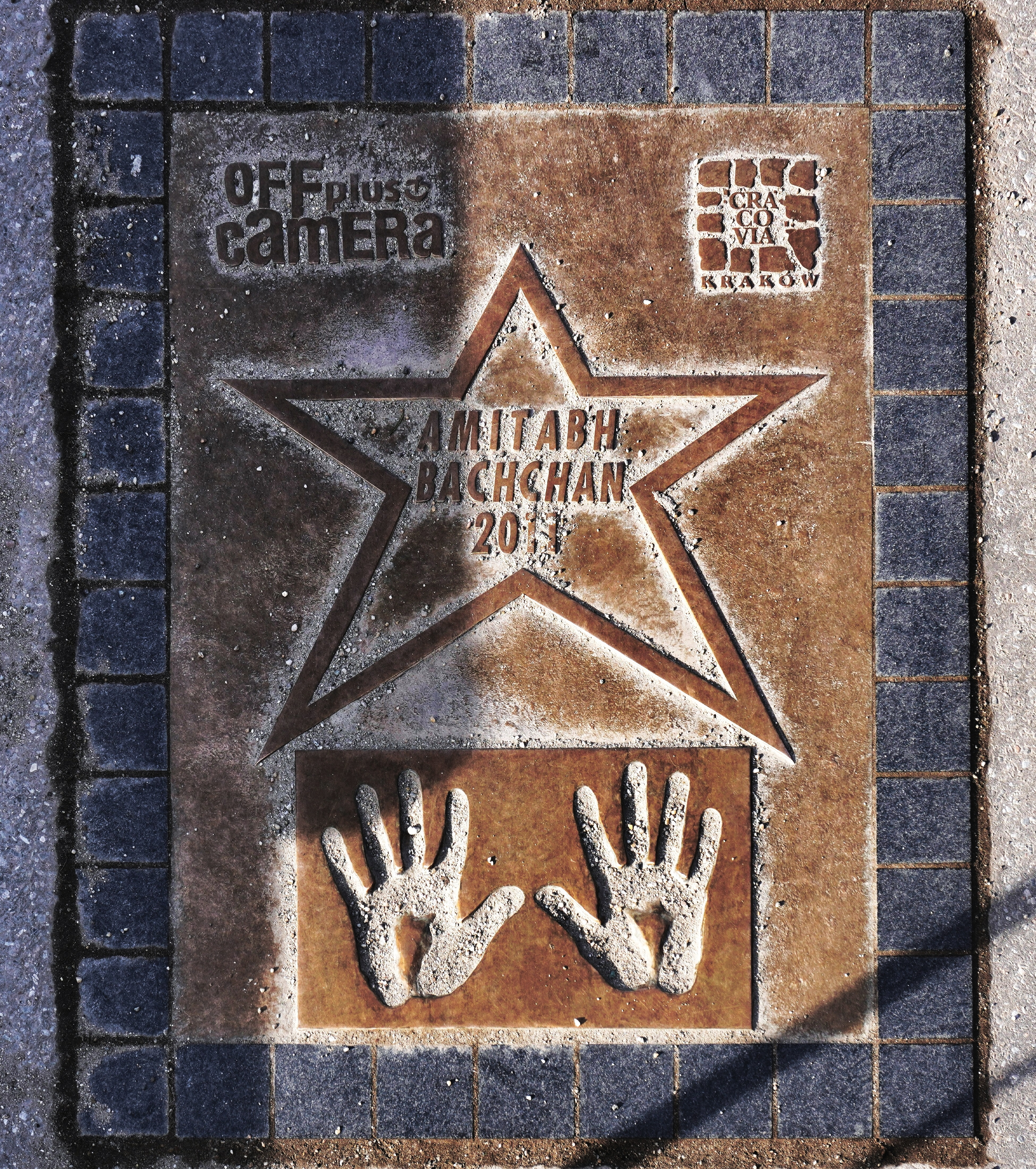
Gwiazda Amitabha Bachchana na Alei Gwiazd w Krakowie

Amitabh Bachchan (właściwie Amitabh Harivansh Bachchan; hindi: अमिताभ बच्चन, gudżarati: અમિતાભ બચ્ચન; ur. 11 października 1942 w Allahabadzie) – indyjski aktor, prezenter telewizyjny i producent filmowy, ambasador dobrej woli UNICEF.
Przez fanów nazywany również Big B (w związku zarówno z jego pozycją w tamtejszej kinematografii, jak i z ogromnym wzrostem), a nawet bogiem, jest jedną z największych gwiazd Bollywood, utrzymuje się na szczytach indyjskiego show-biznesu już przez pięć dekad. Według niedawnego zestawienia sporządzonego przez BBC jest prawdopodobnie najpopularniejszym, najbardziej znanym (w sensie liczby ludzi, którzy go znają i cenią) aktorem na świecie. Kiedy był chory, w Indiach wychodziła specjalna gazeta informująca o stanie jego zdrowia.

## Życiorys
Jest synem znanego poety języka hindi Harivansha Raia Bachchana. Studiował w Sherwood College w Nainitalu i na uniwersytecie w Delhi.
Jego kariera filmowa zaczęła się w 1969 filmem Saat Hindustani, sławny stał się w 1973 za sprawą filmów Abhimaan i Zanjeer. W tym samym roku poślubił aktorkę Jayę Bhaduri, z którą ma dwoje dzieci. Syn Abhishek Bachchan również jest aktorem i gwiazdorem Bollywood. Amitabh ma na swoim koncie filmy, które są przebojami wszech czasów indyjskiego kina, jak Sholay czy ostatnio Czasem słońce, czasem deszcz Karana Johara.
Jest znany z tego, że żyje ponad stan, w związku z czym grywa nawet w kilku filmach naraz, żeby na to życie zarobić. Od 2000 roku prowadzi indyjską wersję teleturnieju Milionerzy. Podczas swojej choroby - w 2007 roku zastąpił go Shah Rukh Khan. Do programu powrócił w 2010 roku. W latach 1984–1987 był deputowanym do Lok Sabhy. Jest krótkofalowcem, posiada znak wywoławczy VU2AMY.

## Filmografia
- Piku (2015)
- Wielki Gatsby (2013)
- Kandahar (2010)
- Shoebite (2010) – John Periera (w produkcji)
- Teen Patti (2010) – Venkat
- Rann (2010) – Vijay Harshvardhan Malik
- Paa (2009) – Auro – Nagroda Filmfare dla Najlepszego Aktora
- Delhi-6 (2009) – Dadaji
- Aladin (2009) – Genius the Gennie
- Zamaanat (2009)
- Księżniczka i cesarz (2008) – narrator
- Sarkar Raj (2008) – Subhash Nagre / Sarkar
- God Tussi Great Ho (2008) – Bóg Wszechmogący
- Bhoothnath (2008) -Bhoothnath (Kailash Nath)
- Bez cukru (2007) – Buddhadev Gupta/Ghaspus
- Shootout at Lokhandwala (2007) – Dingra
- Tańcz, dziecinko, tańcz! (2007) – Sutradhar
- Ram Gopal Varma Ki Aag (2007) – Babban Singh
- The Last Lear (2007) – Harish 'Harry' Mishra
- Om Shanti Om (2007; gra siebie)
- Cichy (2007) – Vijay
- Eklavya: The Royal Guard (2007) jako Eklavya
- Family: Ties of Blood (2006)
- Baabul (2006) – Balraj Kapoor
- Nigdy nie mów żegnaj (2006)
- Ek Ajnabee (2005)
- Dil Jo Bhi Kahey... (2005)
- Viruddh... Family Comes First (2005)
- Sarkar (2005)
- Paheli (2005)
- Poślubiona (2005) (narrator)
- Bunty i Babli (2005)
- Waqt: The Race Against Time (2005)
- Black (2005)
- Zamaanat (2005)
- Ab Tumhare Hawale Watan Saathiyo (2004)
- Veer-Zaara (2004)
- Hum Kaun Hai?' (2004)
- Kyun...! Ho Gaya Na (2004)
- Deewaar (2004)
- Lakshya (2004)
- Dev (2004)
- Insaaf (2004)
- Rudraksh (2004)
- Aetbaar (2004)
- Khakee (2004)
- Ogrodnik (2003) – Raj Malhotra
- Mumbai Se Aaya Mera Dost (2003)
- Boom (2003)
- Armaan (2003)
- Khushi (2003)
- Kaante (2002)
- Agni Varsha (2002)
- Miłosne manewry (2002)
- Oczy (2002)
- Czasem słońce, czasem deszcz (2001)
- Aks (2001)
- Lagaan: Dawno temu w Indiach (2001) (narrator)
- Więzy miłości (2001)
- Kaun Banega Crorepati Junior (2001) serial telewizyjny
- Miłość żyje wiecznie (2000)
- Hello Brother (1999)
- Kohram (1999)
- Hindustan Ki Kasam (1999)
- Sooryavansham (1999)
- Lal Baadshah (1999)
- Bade Miyan Chote Miyan (1998)
- Major Saab (1998)
- Mrityudaata (1997)
- Tere Mere Sapne (1996)
- Insaniyat (1994)
- Khuda Gawah (1992)
- Zulm Ki Hukumat (1992)
- Akayla (1991)
- Indrajeet (1991)
- Ajooba (1991)
- Hum (1991)
- Aaj Ka Arjun (1990)
- Agneepath (1990)
- Jaadugar (1989)
- Toofan (1989)
- Batwara (1989)
- Main Azaad Hoon (1989)
- Shahenshah (1988)
- Gangaa Jamunaa Saraswathi (1988)
- Soorma Bhopali (1988)
- Aakhree Raasta (1986)
- Ek Ruka Hua Faisla (1986)
- Mard (1985)
- Geraftaar (1985)
- Naya Bakra (1985)
- Inquilaab (1984)
- Kanoon Kya Karega (1984)
- Sharaabi (1984)
- Coolie (1983)
- Film Hi Film (1983)
- Nastik (1983)
- Andha Kanoon (1983)
- Mahaan (1983)
- Pukar (1983)
- Shakti (1982)
- Bemisal (1982)
- Satte Pe Satta (1982)
- Desh Premee (1982)
- Khud-Daar (1982)
- Namak Halaal (1982)
- Silsila (1981)
- Naseeb (1981)
- Yaarana (1981)
- Anusandhan (1981)
- Chashme Buddoor (1981)
- Commander (1981)
- Kaalia (1981)
- Laawaris (1981)
- Vilayati Babu (1981)
- Shaan (1980)
- Dostana (1980)
- Do Aur Do Paanch (1980)
- Ram Balram (1980)
- Suhaag (1979)
- Kaala Patthar (1979)
- Manzil (1979)
- Jurmana (1979)
- The Great Gambler (1979)
- Cinema Cinema (1979)
- Mr. Natwarlal (1979)
- Muqaddar Ka Sikandar (1978)
- Trishul (1978)
- Don (1978)
- Ganga Ki Saugand (1978)
- Besharam (1978)
- Kasme Vaade (1978)
- Shatranj Ke Khilari (1977)
- Khoon Pasina (1977)
- Immaan Dharam (1977)
- Alaap (1977)
- Amar Akbar Anthony (1977)
- Charandas (1977)
- Parvarish (1977)
- Hera Pheri (1976) (1976)
- Kabhi Kabhie (1976)
- Adalat (1976)
- Do Anjaane (1976)
- Faraar (1975)
- Sholay (1975)
- Zameer (1975)
- Chupke Chupke (1975)
- Deewaar (1975)
- Mili (1975)
- Majboor (1974)
- Kunwara Baap (1974)
- Benaam (1974)
- Kasauti (1974)
- Dost (1974)
- Roti Kapada Aur Makaan (1974)
- Namak Haraam (1973)
- Abhimaan (1973)
- Gehri Chaal (1973)
- Zanjeer (1973)
- Bada Kabutar (1973)
- Bandhe Haath (1973)
- Saudagar (1973)
- Piya Ka Ghar (1972)
- Bansi Birju (1972)
- Bawarchi (1972)
- Bombay to Goa (1972)
- Ek Nazar (1972)
- Garam Masala (1972)
- Jaban (1972)
- Raaste Kaa Patthar (1972)
- Pyar Ki Kahani (1971)
- Parwana (1971)
- Reshma Aur Shera (1971)
- Sanjog (1971)
- Bombay Talkie (1970)
- Anand (1970)
- Bhuvan Shome (1969)
- Saat Hindustani (1969)

## Odznaczenia
- Order Padma Bhushan (Indie; 2001)
- Order Padma Shri[2] (Indie; 1984)
- Yash Bharati Samman (Uttar Pradesh; 1995)
- Avadh Samman (Uttar Pradesh; 1980)
- Kawaler Legii Honorowej[3] (Francja; 2007)

## Wyróżnienia i nagrody
Miejsca w rankingu najpotężniejszych Indusów (India Today):
- 2009 19[4].
- 2008 16.
- 2006 4.[5]
- 2005 3.[6]
- 2003 5.[7]